# Panathinaiko
Panathinaiko Stadio lub Kalimarmaro (gr. Παναθηναϊκό Στάδιο, obecnie częściej jako Καλιμάρμαρο, czyli „wykonany z dobrego marmuru”; pol. Stadion Panateński) – jedna z najbardziej znaczących, zrekonstruowanych budowli w Atenach. Położony jest w naturalnym zagłębieniu terenu pomiędzy dwoma wzgórzami Agra i Ardettos, nad rzeką Ilisos. Zbudowany w tym miejscu został w latach 330–329 p.n.e. przez Lykurgosa na wielkie igrzyska Panateńskie. Później, od 140 do 144 n.e. został przebudowany przez Herodesa Attikusa do formy, którą odnaleziono podczas wykopalisk w 1870. Jego wymiary to 204,7 metrów długości i 33,35 metrów szerokości, pomieścić mógł do 80 000 widzów. Aktualnie stadion często jest miejscem ważnych wydarzeń kulturalnych.
Zrekonstruowany na Letnie Igrzyska Olimpijskie 1896, dzięki wytrwałości i nakładom finansowym Jeorjosa Awerofa, greckiego męża stanu i przemysłowca, wywodzącego się ze starej, kupieckiej rodziny, związanej z Metsowem i Aleksandrią, gorącego entuzjasty wskrzeszenia idei olimpijskiej. Jest wykonany w całości z białego marmuru. Jego konstrukcja jest przystosowana do wyścigów konnych. Niegdyś prowadziły doń marmurowe propyleje.
W trakcie Igrzysk Olimpijskich 2004 w Atenach na stadionie rozegrano zawody w łucznictwie (15–21 sierpnia). Miał tu też miejsce finisz maratonu zarówno kobiet (22 sierpnia), jak i mężczyzn (29 sierpnia).
17 maja 2012, na arenie nowożytnych igrzysk w 1896 roku, odbyła się ceremonia przekazania ognia olimpijskiego brytyjskiej sztafecie olimpijskiej. Wcześniej płomień został zapalony od promieni słonecznych w mieście Olimpia. Zwieńczeniem podróży znicza było odpalenie od niego płomienia olimpijskiego na Stadionie Olimpijskim w Londynie podczas ceremonii otwarcia  XXX Letnich Igrzysk Olimpijskich.

## Galeria

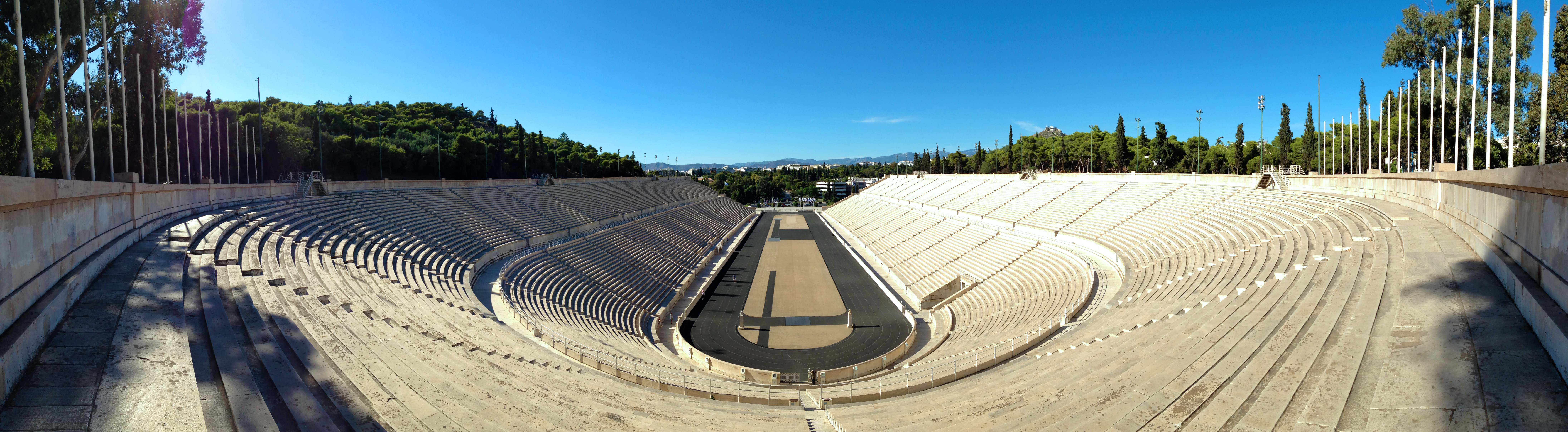
Panorama stadionu
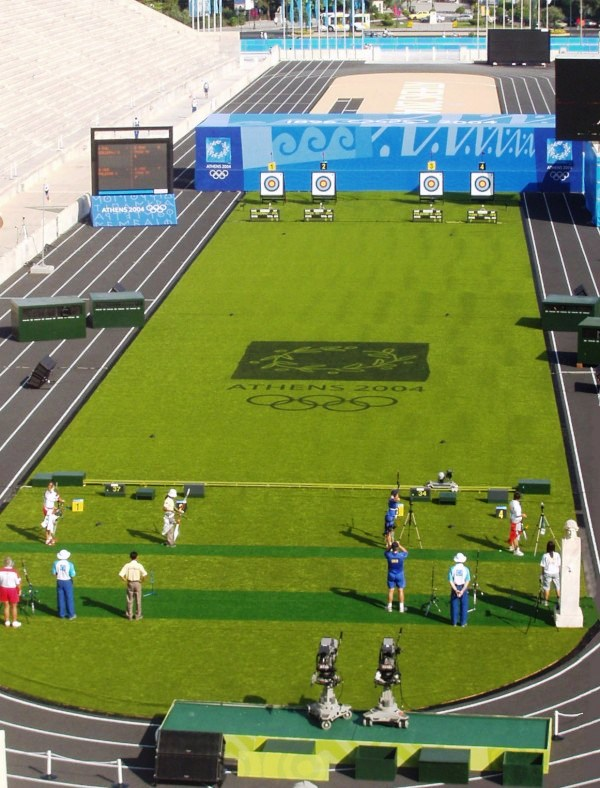
Zawody łucznicze podczas Igrzysk Olimpijskich 2004 w Atenach
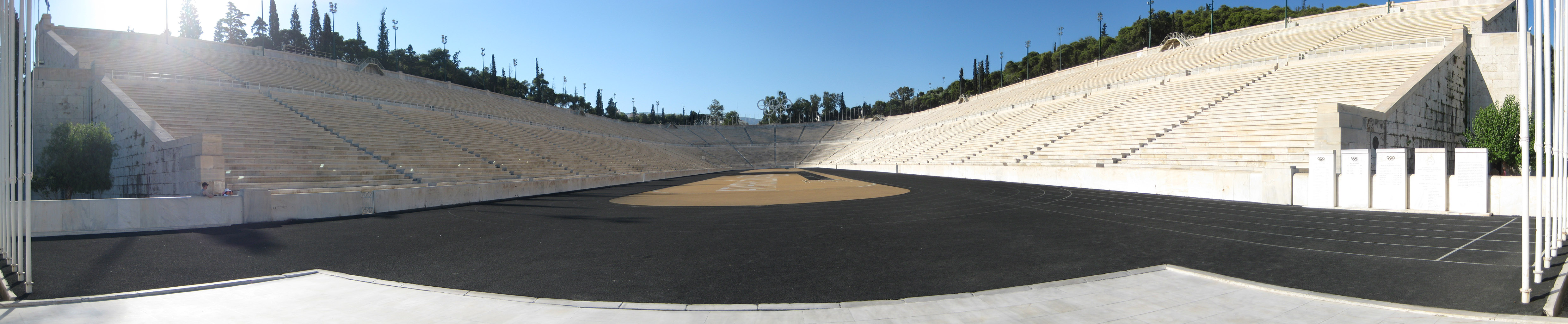
Panorama stadionu